# 天主教普瓦捷總教區
天主教普瓦捷總教區（拉丁語：Archidioecesis Pictaviensis）是法國一個羅馬天主教教省總教區，下轄三個教區。
傳統上認為教區於4世紀成立，首位有文獻記載的主教為普瓦捷的依拉略。2002年12月8日升為總教區。
總教區包括維埃納省和德塞夫勒省。2004年有教友670,000人（佔轄區總人口90.1%）、604個堂區、297名司鐸。現任教區總主教為帕斯卡爾·尚·馬塞爾·溫策。